# 빌뉴스 지역
빌뉴스 지역(리투아니아어: Vilniaus kraštas, 벨라루스어: Віленшчына, 폴란드어: Wileńszczyzna)은 폴란드와 벨라루스, 리투아니아 세 나라의 역사적 지역으로, 현재 리투아니아와 벨라루스 양국의 영토로 되어 있다.
폴란드인과 러시아인, 벨라루스인들이 이 지역에 거주하고 있으며, 이 지역의 일부 주민들은 리투아니아어를 사용하기도 한다.

## 같이 보기
- 폴란드계 리투아니아인